# Eroge

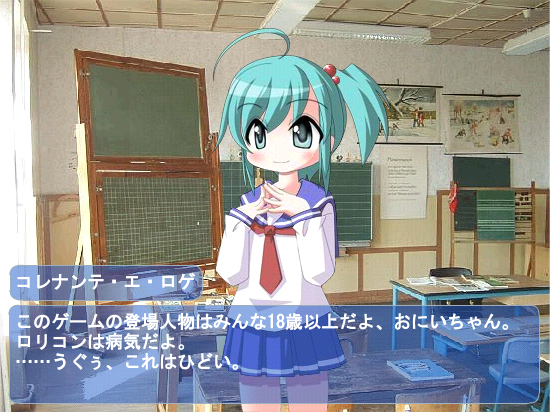
Japón adultos los juegos de aventura, por en medio de personajes "de pie" (立ち絵), cuadros de texto debajo y pronunciar el nombre de papel de actores, detrás de antecedentes.

Eroge (エロゲ o エロゲー contracción de Ero chikku gēmu?,  que significa 'juego erótico') es el término japonés utilizado para denominar a aquellos videojuegos cuya temática se centra en el hentai o pornografía. En ocasiones, el género es también conocido como "juegos hentai" (acortado como juego H), aunque este nombre no suele ser utilizado en Japón.

## Historia
El eroge tiene sus orígenes en la década de 1980, cuando las empresas japonesas introdujeron sus propias marcas de microcomputadoras para competir con las estadounidenses. Los sistemas incluían el Sharp X1, Fujitsu FM-7, MSX y NEC PC-8801. NEC se posicionó justo detrás de sus competidores en términos de hardware (con solo 16 colores y sin soporte de sonido) y estaba en necesidad de encontrar una nueva forma para recuperar el control del mercado, lo que llevó al surgimiento de los juegos eroge. El primer juego de computadora erótico comercial, Night Life, fue lanzado por Koei en 1982. Esto hizo a la PC-88 muy popular, pero los consumidores se cansaron rápidamente de pagar cerca de 8800 yenes (€88) por un solo juego. Luego se inventaron nuevos géneros, Chaos Angels de la desarrolladora ASCII, un videojuego de rol erótico inspirado en Dragon Knight de la compañía Elf y Rance de AliceSoft. Sin embargo, estos juegos mantenían aún una historia pobre.
En 1992, Elf lanzó Dokyusei. La innovación principal de este fue que además de ser simplemente un título pornográfico, el jugador tenía primero que ganar el afecto de uno de varios personajes femeninos, convirtiendo la historia en una novela de romance interactiva. Fue entonces cuando surgió el género de simulación de citas.
Poco después, el juego Otogirisou para la videoconsola Super Famicom atrajo la atención de muchos jugadores japoneses. Otogirisou era un juego corriente de aventura, con la excepción de poseer varios finales alternos. El concepto fue llamado "novela sonora".
En 1996, la nueva editorial de software Leaf expandió esta idea, llamándola novela visual y lanzando su primer juego exitoso, Shizuku. Shizuku era un juego típico de violación, pero con los lanzamientos de Welcome to Pia Carrot!! y To Heart (en 1997), la primera una historia de amor desarrollada en una línea de restaurantes y la segunda en una escuela superior, establecieron los estándares para el eroge moderno. To Heart incluía música de alta calidad que resultó ser tan popular que fue añadida a las máquinas karaoke, algo visto por primera vez en un título eroge.